# Вјанчино (Верчели)
Вјанчино је насеље у Италији у округу Верчели, региону Пијемонт.
Према процени из 2011. у насељу је живело 35 становника. Насеље се налази на надморској висини од 164 м.